# 8380 Tooting
A 8380 Tooting (ideiglenes jelöléssel 1992 SW17) a Naprendszer kisbolygóövében található aszteroida. Henry E. Holt fedezte fel 1992. szeptember 29-én.